# Clugin
Clugin est une ancienne commune suisse du canton des Grisons. Depuis le 1er janvier 2009, elle fait partie de la commune d'Andeer.
Le village de Clugin est situé au pied du Schamserberg.

## Monuments et curiosités
- L'église réformée de Clugin est une ancienne église romane qui remonte au XIIe siècle, consistant en un bâtiment avec abside semi-circulaire. La décoration intérieure se caractérise par des peintures murales datant de trois époques. Dans le cul-de-four de l'abside se trouve un Christ en majesté, des symboles des évangélistes et une frise avec apôtres, ainsi que deux martyrs sur la paroi nord de la nef, datant de 1340 et réalisés par le Maître de Waltensburg[2]. Sur la paroi nord, quelques esquisses postérieures à 1350 sont l'oeuvre du maître de Rhäzüns. Sur cette même face s'y tiennent aussi saint Georges et le groupe de la Crucifixion, probablement réalisés vers 1400[3].
- Château fort de Cagliatscha aujourd'hui en ruine dont la construction se perd entre les XIe et XIIIe siècles[4].

## Notes et références

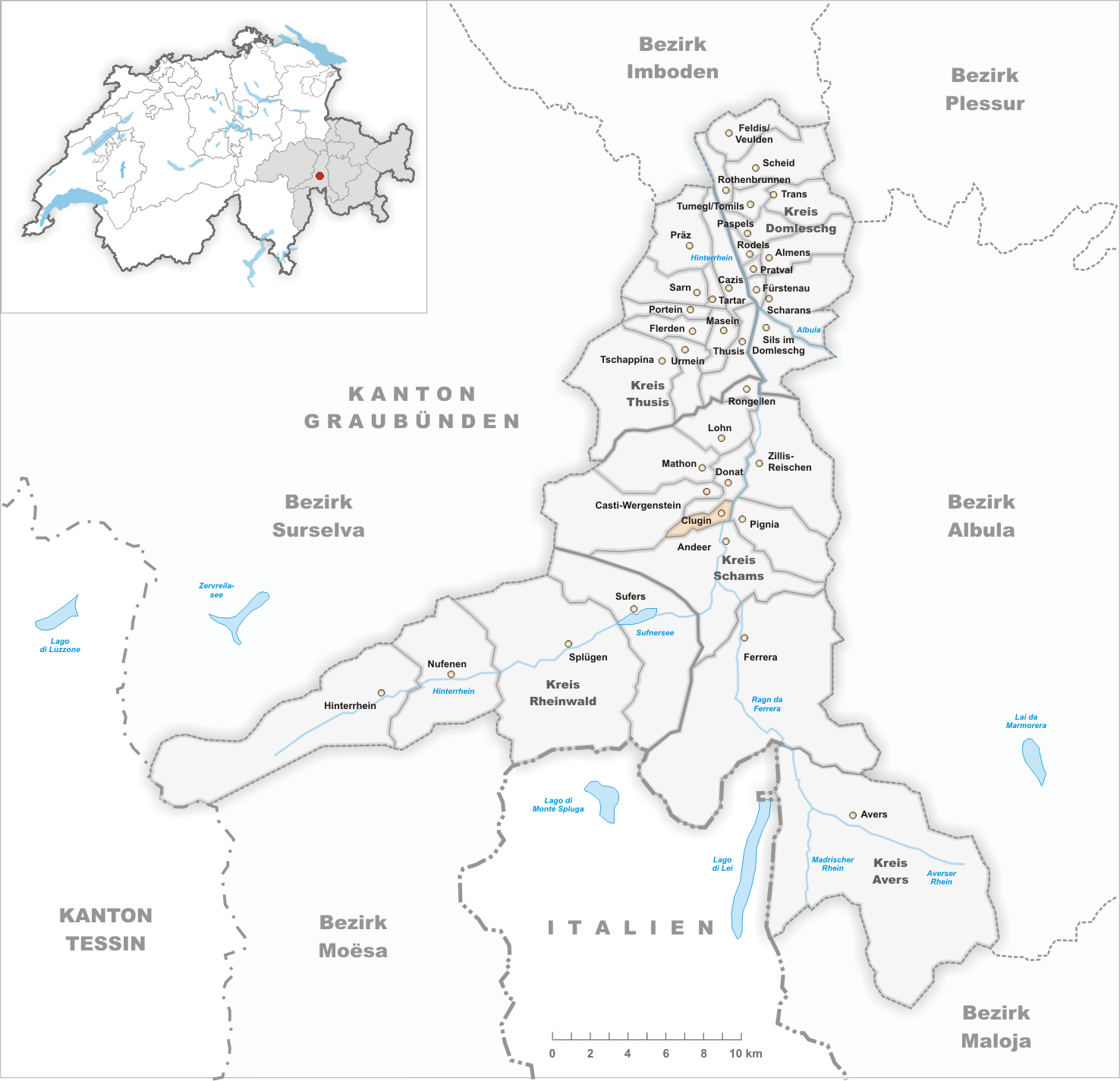
Territoire de l'ancienne commune de Clungin